# Kostel svatého Jakuba Většího (Vranov)
Kostel svatého Jakuba Většího je zaniklý, v minulosti farní kostel, který stál na severozápadním okraji zcela zlikvidované obce Vranov. Po zániku Vranova přešlo opuštěné území pod obec Rovná v okrese Sokolov v Karlovarském kraji.

## Historie
Původně románský, po přestavbě barokní kostel, byl postaven podle návrhu neznámého architekta někdy začátkem 13. století. První písemná zmínka o kostele pochází z roku 1236. Zpočátku byl filiálním kostelem k farnímu kostelu svatého Václava v Lokti. V roce 1246 daroval Václav I. kostel pražskému klášteru řádu křižovníků s červenou hvězdou. Později byla ve Vranově zřízena farnost a roku 1384 se kostel stal farním. V zasvěcení kostela se topografové neshodují. Schaller uváděl, že kostel byl zasvěcen svatému Jakubu Menšímu, podle Sommera svatému Jakubu Většímu. V církevních análech z let 1651–1652 je poznamenáno, že ani starousedlíci si nepamatují, kterému ze svatých byl kostel zasvěcen. Během třicetileté války zůstala fara opuštěná a až na přímluvu hraběte Nostice byla farnost v roce 1732 obnovena. Zásadní přestavba kostela se uskutečnila v 18. století. Původně románská stavba dostala barokní podobu. Menší stavební úpravy byly prováděny v průběhu 19. století.
Po skončení druhé světové války došlo k vysídlení německého obyvatelstva, obec Vranov nebyla dosídlena, místo toho přišla armáda do nově vzniklého Vojenského výcvikového prostoru Prameny. Vnitřní zařízení opuštěného kostela bylo rozkradeno či zničeno.
Vylidněné území obce bylo začleněno do vojenského výcvikového prostoru a kostel zůstal opuštěn. Následovala demolice zástavby Vranova. Na snímku z leteckého vojenského mapování z roku 1952 chyběla již na střeše kostela část krytiny, později došlo ke zřícení krovu střechy nad lodí. Po zrušení vojenského prostoru vydal dne 13. února 1957 Okresní národní výbor Sokolov demoliční výměr a krátce potom byl kostel srovnán se zemí. Místo kostela připomíná pahorek porostlý kopřivami a náletovými dřevinami.

## Stavební podoba
Kostel byl jednolodní orientovaná stavba na obdélném půdorysu. Sedlová střecha měla původně šindelovou krytinu, později eternitovou. Nad chórem se tyčila malá sanktusová vížka, k polygonálnímu presbytáři přiléhala obdélná sakristie s vysokou pultovou střechou. Na jižní straně střechy byl nad lodí dřevěný sedlový vikýř s plechovým ciferníkem kostelních hodin. Vstup do kostela na západní straně kostela byl završen malým trojúhelníkovým štítem. Boční vstup do kostela v jižní stěně byl uzavřený dvoukřídlými dřevěnými dveřmi. Loď byla plochostropá, krytá dřevěným kazetovým stropem. Prostor lodi osvětlovala na jižní straně čtyři, na severní straně dvě obdélná, polokruhově zakončená okna. Shodné okno bylo i v jižní boční stěně presbytáře. Loď byla od presbytáře oddělena polokruhovým triumfálním obloukem. V severní stěně presbytáře býval vstup do sakristie.
Kostel byl z větší části obklopen kamennou zdí, v ohraničeném prostoru stál hřbitov. Při hřbitovní zdi stála socha svatého Jana Nepomuckého. Torzo sochy bylo nalezeno v suti na místě pozůstatků kostela a převezeno do vesnice Číhané na Tepelsku, kde socha zdobí místní náves a je od roku 1994 chráněna jako kulturní památka. V roce 2017 nechalo tuto památku město Teplá zrestaurovat.

## Interiér
V presbytáři stával pozdně barokní portálový sloupový hlavní oltář Kalvárie s obrazem Ukřižování Ježíše Krista se dvěma lotry. K vybavení interiéru patřila barokní socha Immaculaty v růžencové mandorle, zavěšená v ose triumfálního oblouku pod skulpturou Boha Otce v oblacích. Postranní oltáře a kazatelna byly pozdně barokní. Retabulum bylo doplněno dalšími barokními skulpturami. Nejvýše stála socha svatého Jakuba Většího. V lodi bývaly zavěšeny lustry bohatě zdobené českým křišťálovým sklem. Na kruchtě bývaly varhany od neznámého autora. Ve zvoničce nad presbytářem visely dva větší zvony a jeden menší, tzv. umíráček.